# NGC 6525
NGC 6525 је расејано звездано јато у сазвежђу Змијоноша које се налази на NGC листи објеката дубоког неба.
Деклинација објекта је + 11° 1' 31" а ректасцензија 18h 2m 6,0s. Привидна величина (магнитуда) објекта NGC 6525 износи 12,9.